# كأس الاتحاد الإنجليزي 2007–08
كأس الاتحاد الإنجليزي 2007–08 (بالإنجليزية: 2007–08 FA Cup)‏ هو الموسم 127 من  كأس الاتحاد الإنجليزي. الذي يشرف على تنظيمه الاتحاد الإنجليزي لكرة القدم، وفاز فيه نادي بورتسموث.